# Sutatausa (kommun)
Sutatausa är en kommun i Colombia.   Den ligger i departementet Cundinamarca, i den centrala delen av landet, 70 km norr om huvudstaden Bogotá. Antalet invånare är 4 742.